# Black Diamond (Washington)
Black Diamond az Amerikai Egyesült Államok északnyugati részén, Washington állam King megyéjében elhelyezkedő város. A 2010. évi népszámlálási adatok alapján 4151 lakosa van.

## Történet
A települést az 1880-as években alapította a Black Diamond Coal Mining Company, a helyi bánya tulajdonosa. Az első lakosok főleg bányamunkások voltak, akik a kaliforniai Nortonville-ből érkeztek, miután a rossz minőségű szén miatt ott felhagytak a kitermeléssel. Az 1900-as évek elején Black Diamondnak 3500, főként európai bevándorló lakosa volt. 1911 előtt a bányászok a United Mine Workers szakszervezethez tartoztak, azonban 1911 márciusában együttesen az Industrial Workers of the Worldhöz csatlakoztak.
Az első világháborút követően a helyi bányát lezárták, azonban 1930-as években a Palmer Coking Coal Company újraindította a termelést. Később az üzemeltető a Pacific Coast Coal Company lett.
A vasútállomás (ma a Black Diamond Historical Museum épülete) 1884 és 1916 között a Columbia & Puget Sound Railway, míg 1916 és 1951 között a Pacific Coast Railwayhez tartozott. A menetrend szerinti személyszállítás 1925-ben szűnt meg, azonban a bányamunkásokat szállító járatok és tehervonatok később is közlekedtek.
Black Diamond 1959. február 19-én kapott városi rangot.

## Éghajlat
| Hónap                         | Jan.  | Feb.  | Már.  | Ápr. | Máj. | Jún. | Júl. | Aug. | Szep. | Okt. | Nov.  | Dec.  | Év    |
| ----------------------------- | ----- | ----- | ----- | ---- | ---- | ---- | ---- | ---- | ----- | ---- | ----- | ----- | ----- |
| Rekord max. hőmérséklet (°C)  | 18,9  | 21,1  | 25,6  | 31,1 | 37,8 | 38,9 | 38,3 | 38,3 | 36,1  | 32,2 | 23,3  | 17,8  | 38,9  |
| Átlagos max. hőmérséklet (°C) | 7,2   | 8,9   | 11,1  | 13,9 | 17,2 | 20,0 | 23,3 | 23,9 | 20,6  | 15,0 | 9,4   | 6,1   | 14,8  |
| Átlagos min. hőmérséklet (°C) | 1,1   | 1,1   | 2,2   | 3,3  | 6,7  | 8,9  | 11,1 | 11,1 | 9,4   | 6,1  | 2,8   | 0,6   | 5,4   |
| Rekord min. hőmérséklet (°C)  | −18,0 | −19,4 | −11,1 | −5,6 | −3,3 | −1,1 | 0,6  | 2,8  | 0,0   | −6,1 | −14,4 | −18,3 | −19,4 |
| Átl. csapadékmennyiség (mm)   | 280   | 204   | 231   | 187  | 162  | 136  | 65   | 65   | 100   | 185  | 320   | 250   | 2185  |
| Forrás: The Weather Channel   |       |       |       |      |      |      |      |      |       |      |       |       |       |

## Népesség
A 2010-es népszámláláskor a városnak 4151 lakója, 1546 háztartása és 1157 családja volt. A népsűrűség 244,8 fő/km2. A lakóegységek száma 1685, sűrűségük 99,4 db/km2. A lakosok 90,2%-a fehér, 1,2%-a afroamerikai, 0,7%-a indián, 1,2%-a ázsiai, 0,3%-a a Csendes-óceáni szigetekről származik, 1,3%-a egyéb, 3,3%-a pedig kettő vagy több etnikumú. A spanyol vagy latino származásúak aránya 4,6% (   )
A háztartások 37,5%-ában élt 18 évnél fiatalabb. 62% házas, 8,6% egyedülálló nő, 4,3% egyedülálló férfi, 25,2% pedig nem család. 17,9% egyedül élt; 6,1%-uk 65 éves vagy idősebb. Egy háztartásban átlagosan 2,68 személy élt; a családok átlagmérete 3,05 fő.
A medián életkor 40,4 év volt. A város lakóinak 25,2%-a 18 évesnél fiatalabb, 7% 18 és 24 év közötti, 25,7%-uk 25 és 44 év közötti, 32,1%-uk 45 és 64 év közötti, 10%-uk pedig 65 éves vagy idősebb. A lakosok 49,8%-a férfi, 50,2%-a pedig nő.

## Nevezetes személyek
- Brandie Carlile, zenész[14]
- Edo Vanni, baseballjátékos[15]

## Fordítás
- Ez a szócikk részben vagy egészben  a   Black Diamond, Washington című angol Wikipédia-szócikk ezen változatának fordításán alapul.  Az eredeti cikk szerkesztőit annak laptörténete sorolja fel. Ez a jelzés csupán a megfogalmazás eredetét és a szerzői jogokat jelzi, nem szolgál a cikkben szereplő információk forrásmegjelöléseként.